# Canouville
Canouville település Franciaországban, Seine-Maritime megyében. Lakosainak száma 344 fő (2022. január 1.). Canouville Clasville, Criquetot-le-Mauconduit, Malleville-les-Grès, Ouainville, Paluel, Butot-Vénesville, Vinnemerville és Vittefleur községekkel határos.

## Népesség
A település népességének változása:
| Lakosok száma | 325  | 318  | 335  | 335  | 344  | 342  | 344  | 345  | 344  |
|               | 2013 | 2015 | 2016 | 2017 | 2018 | 2019 | 2020 | 2021 | 2022 |